# Dolní Bukovsko
Dolní Bukovsko är en köping i Tjeckien.   Den ligger i regionen Södra Böhmen, i den centrala delen av landet, 100 km söder om huvudstaden Prag. Dolní Bukovsko ligger 445 meter över havet och antalet invånare är 1 473.
Terrängen runt Dolní Bukovsko är platt. Runt Dolní Bukovsko är det ganska tätbefolkat, med 58 invånare per kvadratkilometer. Närmaste större samhälle är Veselí nad Lužnicí, 8,6 km öster om Dolní Bukovsko. Trakten runt Dolní Bukovsko består till största delen av jordbruksmark.